# Đông Hải 2
Đông Hải 2 là một phường cũ từng thuộc quận Hải An, thành phố Hải Phòng, Việt Nam.

## Địa lý
Phường Đông Hải 2 có vị trí địa lý:
- Phía đông giáp huyện Cát Hải và tỉnh Quảng Ninh
- Phía tây giáp phường Đằng Hải
- Phía nam giáp phường Nam Hải
- Phía bắc giáp phường Đông Hải 1.

Phường Đông Hải 2 có diện tích 52,93 km², dân số năm 2022 là 12.377 người, mật độ dân số đạt 233 người/km².

## Hành chính
Phường Đông Hải 2 được chia thành 6 tổ dân phố: Bình Kiều 1, Bình Kiều 2, Hạ Đoạn 1, Hạ Đoạn 2, Hạ Đoạn 3, Hạ Đoạn 4.

## Lịch sử
Ngày 5 tháng 4 năm 2007, Chính phủ ban hành Nghị định số 54/2007/NĐ-CP về việc thành lập phường Đông Hải 2 trên cơ sở 4.491,87 ha diện tích tự nhiên và 9.135 nhân khẩu còn lại của phường Đông Hải.
Ngày 16 tháng 6 năm 2025, Ủy ban Thường vụ Quốc hội ban hành nghị quyết sắp xếp đơn vị hành chính cấp xã của thành phố Hải Phòng năm 2025. Theo đó:
- Một phần diện tích tự nhiên của phường Đông Hải 2 được sắp xếp với toàn bộ diện tích tự nhiên, quy mô dân số của các phường Cát Bi, Đằng Lâm, Thành Tô, Đằng Hải, Tràng Cát, một phần diện tích tự nhiên, quy mô dân số của phường Nam Hải thành phường mới có tên gọi là phường Hải An.
- Phần còn lại của phường Đông Hải 2 được sắp xếp với toàn bộ diện tích tự nhiên, quy mô dân số của phường Đông Hải 1 và một phần diện tích tự nhiên, quy mô dân số của phường Nam Hải thành phường mới có tên gọi là phường Đông Hải.[2]

## Kinh tế - xã hội
Trong địa bàn của phường Đông Hải 2 có đền thờ vua Ngô Quyền tại khu dân cư Hạ Đoạn. Khu công nghiệp Đình Vũ cũng thuộc địa phận của phường. Đây là nơi có dự án Đường cao tốc Ninh Bình – Hải Phòng đi qua.